# Perth Youth Futsal Saltires
Il Perth Saltires  è una squadra di calcio a 5 scozzese.
Nel 2010 e nel 2014 il club si è laureato  campione nazionale scozzese.